# Rimae Petavius
Rimae Petavius – grupa rowów  na powierzchni Księżyca o średnicy około 80 km. Znajduje się wewnątrz na  krateru Petavius na współrzędnych selenograficznych ☾ 25,9°S 58,9°E/-25,900000 58,900000. Nazwa tego systemu kanałów została nadana w 1964 roku przez Międzynarodową Unię Astronomiczną i pochodzi od pobliskiego krateru Petavius.